# Raúl Moreno Artalejo
Raúl Moreno Artalejo (nascut el 21 de novembre de 1979) és un exfutbolista espanyol que jugava de porter.

## Carrera del club
Nascut a Madrid, Moreno va passar la major part de la seva carrera a Segona Divisió B després de començar al club local CF Fuenlabrada. Després de tres anys amb el filial del València CF, va fitxar el 2005 amb el CD Leganés –també a la seva comarca natal–, amb qui va participar en el play-off d'ascens del 2009, sent expulsat en el partit contra el Real Jaén.
L'entrada de Moreno a nivell professional va consistir en dos partits de Segona Divisió amb l'AD Alcorcón, tots dos la temporada 2010-11 (va sumar quatre aparicions a la Copa del Rei). Va formar part de l'equip de segon nivell de la SD Ponferradina a la segona part de la campanya 2013-14, però no va rebre cap temps de joc.